# Vaunoise

Vaunoise este o comună în departamentul Orne, Franța. În 1 ianuarie 2022 avea o populație de 95 de locuitori.